# Strotarchus bolero
Espèce
Strotarchus bolero est une espèce d'araignées aranéomorphes de la famille des Cheiracanthiidae.

## Distribution
Cette espèce est endémique du Morelos au Mexique,. Elle se rencontre à Palo Bolero et à Temixco.

## Description
La femelle holotype mesure 9,50 mm.

## Étymologie
Son nom d'espèce lui a été donné en référence au lieu de sa découverte, Palo Bolero.

## Publication originale
- Bonaldo, Saturnino, Ramírez & Brescovit, 2012 : A revision of the American spider genus Strotarchus Simon, 1888 (Araneae: Dionycha, Systariinae). Zootaxa, no 3363, p. 1-37.